# André Vauchez
André Vauchez (ur. 24 lipca 1938 w Thionville) – francuski historyk mediewista.
Wykładowca Université de Paris X. Specjalizuje się w historii średniowiecznej duchowości. Laureat Nagrody Balzana.

## Wybrane publikacje
- La spiritualité du Moyen Âge occidental VIII-XIII, Paris, Presses universitaires de France, 1975.
- La sainteté en Occident aux derniers siècles du Moyen Âge (1198-1431), Rome, École française de Rome, 198.
- Les laïcs au Moyen Âge, Paris, Cerf, 1987.
- Saints, prophètes et visionnaires: le pouvoir du surnaturel au Moyen Âge, Paris, Albin Michel, 1999.
- François d’Assise, Paris, Fayard, 2009.
- Les hérétiques au Moyen Âge. Suppôts de satan ou chrétiens dissidents?, CNRS, 2014

prace redakcyjne
- Histoire du christianisme, Paris, Desclée, t. IV, V, VI, 1990-1993.
- Dictionnaire encyclopédique du Moyen Âge, Paris, Cerf, 2 vol., 1997-1998.
- Christianisme: dictionnaire des temps, des lieux et des figures, Paris, Le Seuil, 2010.
- Rome au Moyen Âge, Riveneuve éditions, 2010.
- Prophètes et prophétisme, Payot, 2012.

## Publikacje w języku polskim
- Duchowość średniowiecza, przeł. Hanna Zaremska, Warszawa: Marabut 1996, 2004.
- Biskupi, mnisi i cesarze 610-1054, red. t. Gilbert Dagron, Pierre Riché, André Vauchez, tł. Maria Żurowska et al., Warszawa: Wydawnictwo Krupski i S-ka 1999.
- Ekspansja Kościoła rzymskiego 1054-1274, red. t. André Vauchez, tł. Jan Maria Kłoczowski et al., Warszawa: Wydawnictwo Krupski i S-ka 2001.
- Heretycy w średniowieczu. Poplecznicy szatana czy chrześcijańscy dysydenci?, tł. Piotr Rak, Kęty: Wydawnictwo Marek Derewiecki 2024. ISBN 978-83-66941-70-0.